# ولپن (ایندیانا)
ولپن، ایندیانا (به انگلیسی: Velpen, Indiana) یک منطقهٔ مسکونی در ایالات متحده آمریکا است که در شهرستان پایک، ایندیانا واقع شده‌است.

## خصوصیات
ولپن ۱۴۹٫۹۶ متر بالاتر از سطح دریا واقع شده‌است.